# Стружаны (Рязанская область)
Стружаны — село в России, расположено в Клепиковском районе Рязанской области. Входит в состав Тюковского сельского поселения.

## География
Село Стружаны расположено примерно в 11 км к северо-западу от центра города Спас-Клепики на правом берегу реки Пра в месте её истока из озера Сокорево. Ближайшие населённые пункты — деревня Аверькиево к востоку, деревня Дунино к югу и деревня Маньщино к западу. Село находится на территории Мещёрского национального парка.

## История
Погост Стружаны впервые упоминается в 1625 г. До начала XX века основное население села составляли священнослужители местной Воскресенской церкви со своими семьями.
В XVII—XIX веках в селе изготавливались деревянные суда — струги, откуда, очевидно, и произошло его название. Во времена Петра I в селе располагались государевы верфи по производству стругов для флота.

## Население
| 1859 | 1906 | 2010 |
| ---- | ---- | ---- |
| 49   | ↗53  | ↘10  |

В 1905 году погост входил в состав Ершовской волости Рязанского уезда и имел 12 дворов при численности населения 53 чел.

## Транспорт и связь
Село Стружаны обслуживает сельское отделение почтовой связи Дунино (индекс 391040).

## Русская православная церковь

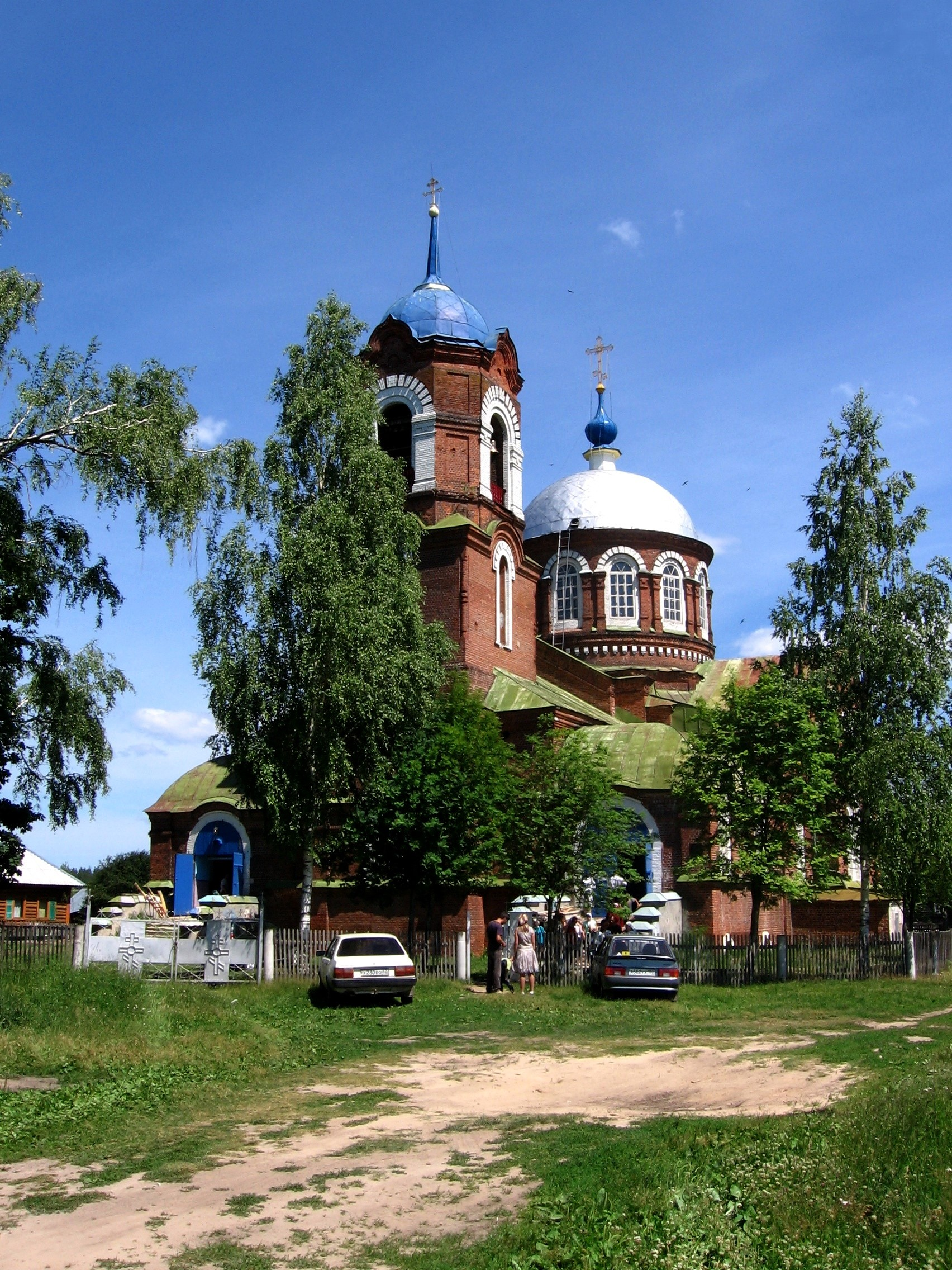
Церковь Успения Пресвятой Богородицы

В 1915 г. вместо старой деревянной Воскресенской церкви, проданной в с. Ершово, в Стружанах была открыта новая каменная церковь Успения Божией Матери. В первой половине XX века церковь была закрыта, но в 1945 г. открыта вновь.
В селе есть действующая церковь Успения Божией Матери. Приход относится к Клепиковскому благочинию Касимовской епархии.